# Pentapodus caninus
Pentapodus caninus là một loài cá biển thuộc chi Pentapodus trong họ Cá lượng. Loài cá này được mô tả lần đầu tiên vào năm 1830.

## Từ nguyên
Từ định danh bắt nguồn từ canis trong tiếng Latinh nghĩa là "chó", hàm ý đề cập đến cặp răng nanh lớn ở hàm trên và hàm dưới của loài cá này.

## Phân bố và môi trường sống
Từ miền nam Nhật Bản, P. caninus có phân bố trải dài về phía nam đến đảo Timor và Nouvelle-Calédonie, phía tây đến bán đảo Mã Lai, giới hạn phía đông đến quần đảo Marshall, Tuvalu và Tonga. Ở Việt Nam, P. caninus được ghi nhận tại quần đảo Hoàng Sa và cù lao Câu (Bình Thuận).
P. caninus sống trên nền đáy bùn cát của ám tiêu và trong đầm phá ở độ sâu khoảng 2–60 m.

## Mô tả
Chiều dài cơ thể lớn nhất được ghi nhận ở P. caninus là 35 cm.
Số gai vây lưng: 10; Số tia vây lưng: 9; Số gai vây hậu môn: 3; Số tia vây hậu môn: 7; Số gai vây bụng: 1; Số tia vây bụng: 5.

## Sinh thái
Thức ăn của P. caninus là cá nhỏ, động vật phù du cũng như nhiều sinh vật đáy khác.

## Sử dụng
P. caninus chủ yếu được đánh bắt thủ công và bán với số lượng nhỏ trong các chợ cá.